# 장치훈
장치훈(張致勳, 1910년 1월 15일~1975년)은 대한민국의 기업인, 정치인이다. 제6대 국회의원을 지냈다.

## 생애
한성부에서 태어나서 일본 메이지 가쿠엔 대학 고등과를 졸업했다. 삼영운수주식회사(三榮運輸株式會社) 사장, 유한회사 삼원기업(有限會社 三源企業社) 사장, 서울보통여객자동차운송사업조합 이사, 서울화물자동차운송사업조합 이사장, 주식회사 한국운수공사 사장을 역임했고 한국 전쟁 시기에 야당에서 활동했다. 1963년에 실시된 대한민국 제6대 국회의원 선거에서 민주당 전국구 후보로 출마하여 당선되었으며 민주당 중앙상임위원, 민중당 중앙상무위원·선거대책위원을 역임했다.

## 역대 선거 결과
| 실시년도 | 선거   | 대수 | 직책     | 선거구 | 정당   | 득표수      | 득표율          | 순위       | 당락 | 비고 |
| -------- | ------ | ---- | -------- | ------ | ------ | ----------- | --------------- | ---------- | ---- | ---- |
| 1963년   | 총선   | 6대  | 국회의원 | 전국구 | 민주당 | 1,252,827표 | \| \| 13.50% \| | 전국구 4번 |      | 초선 |
|          | 13.50% |      |          |        |        |             |                 |            |      |      |